# Kachcraszen
Kachcraszen – wieś w Armenii, w prowincji Ararat. W 2011 roku liczyła 2794 mieszkańców.